# Aalt Toersen
Aalt Toersen (Staphorst, 6 novembre 1945) è un pilota motociclistico olandese, ritiratosi dall'attività agonistica.

## Carriera
Dopo aver iniziato con il motocross, è passato alle corse su strada, diventando vincitore di due titoli nazionali olandesi nel 1966 e nel 1968, la sua carriera si è svolta tutta su motociclette di piccola cilindrata, in particolar modo in classe 50.
Per gran parte della carriera ha gareggiato con moto Kreidler nella squadra gestita dall'importatore olandese Van Veen e con come compagno il connazionale Jan de Vries, passando nel 1970 alla guida di Jamathi (piccola casa motociclistica olandese).
È stato presente nelle competizioni del motomondiale dal 1967 al 1972 raccogliendo tre successi sia nel motomondiale 1969 che nel motomondiale 1970, anni in cui si è anche piazzato al secondo posto della classifica finale, in entrambi i casi alle spalle dello spagnolo Ángel Nieto. La sua prima vittoria è stata registrata al Gran Premio motociclistico di Spagna 1969, l'ultima al Gran Premio motociclistico di Cecoslovacchia 1970.
Nel 1968 ha anche ottenuto tre record di velocità di classe, sempre con moto Kreidler.

## Risultati nel motomondiale

### Classe 50
| 1967 | Classe | Moto     |  |   |   |  |   |   |    |    |    |    |    |    |   | Punti | Pos. |
| ---- | ------ | -------- |  | - | - |  | - | - | -- | -- | -- | -- | -- | -- | - | ----- | ---- |
| 1967 | 50     | Kreidler |  | - | - |  | 5 | 5 | NE | NE | NE | NE | NE | NE | - | 4     | 12º  |

| 1968 | Classe | Moto     |   |   |  |   |   |    |    |    |    |    |  |  |  | Punti | Pos. |
| ---- | ------ | -------- | - | - |  | - | - | -- | -- | -- | -- | -- |  |  |  | ----- | ---- |
| 1968 | 50     | Kreidler | - | - |  | 3 | 8 | NE | NE | NE | NE | NE |  |  |  | 4     | 8º   |

| 1969 | Classe | Moto     |   |   |   |    |   |   |   |   |    |     |   |     |  | Punti   | Pos. |
| ---- | ------ | -------- | - | - | - | -- | - | - | - | - | -- | --- | - | --- |  | ------- | ---- |
| 1969 | 50     | Kreidler | 1 | 1 | 1 | NE | 3 | 3 | 3 | 4 | NE | Rit | 3 | Rit |  | 75 (93) | 2º   |

| 1970 | Classe | Moto    |   |   |   |    |   |   |   |   |    |   |     |   |  | Punti   | Pos. |
| ---- | ------ | ------- | - | - | - | -- | - | - | - | - | -- | - | --- | - |  | ------- | ---- |
| 1970 | 50     | Jamathi | 8 | 2 | 4 | NE | 5 | 1 | 1 | 1 | NE | 3 | Rit | - |  | 75 (84) | 2º   |

| 1971 | Classe | Moto    |   |   |    |     |   |   |   |   |    |    |   |   |  | Punti | Pos. |
| ---- | ------ | ------- | - | - | -- | --- | - | - | - | - | -- | -- | - | - |  | ----- | ---- |
| 1971 | 50     | Jamathi | 5 | 5 | NE | Rit | 4 | - | - | 7 | NE | NE | - | - |  | 24    | 6º   |

| 1972 | Classe | Moto             |   |    |    |   |    |   |   |    |   |    |   |    |   | Punti | Pos. |
| ---- | ------ | ---------------- | - | -- | -- | - | -- | - | - | -- | - | -- | - | -- | - | ----- | ---- |
| 1972 | 50     | Derbi e Kreidler | - | NE | NE | - | NE | - | 8 | 13 | 8 | NE | - | NE | - | 6     | 18º  |

| Legenda | 1º posto        | 2º posto            | 3º posto            | A punti      | Senza punti        | Grassetto – Pole position Corsivo – Giro più veloce |
| Legenda | Gara non valida | Non qual./Non part. | Ritirato/Non class. | Squalificato | '-' Dato non disp. | Grassetto – Pole position Corsivo – Giro più veloce |

### Classe 125
| 1970 | Classe | Moto   |     |  |   |   |   |     |   |   |     |    |     |   |  | Punti | Pos. |
| ---- | ------ | ------ | --- |  | - | - | - | --- | - | - | --- | -- | --- | - |  | ----- | ---- |
| 1970 | 125    | Suzuki | Rit |  | 5 | - | 4 | Rit | 5 | 4 | Rit | NE | Rit | 8 |  | 31    | 7º   |

| 1971 | Classe | Moto   |  |  |  |    |  |  |  |  |  |    |  |  |  | Punti | Pos. |
| ---- | ------ | ------ |  |  |  | -- |  |  |  |  |  | -- |  |  |  | ----- | ---- |
| 1971 | 125    | Suzuki |  |  |  | 13 |  |  |  |  |  | NE |  |  |  | 0     |      |

| Legenda | 1º posto        | 2º posto            | 3º posto            | A punti      | Senza punti        | Grassetto – Pole position Corsivo – Giro più veloce |
| Legenda | Gara non valida | Non qual./Non part. | Ritirato/Non class. | Squalificato | '-' Dato non disp. | Grassetto – Pole position Corsivo – Giro più veloce |